# Little Flock
Little Flock é uma cidade localizada no estado americano de Arkansas, no Condado de Benton.

## Demografia
Segundo o censo americano de 2000, a sua população era de 2585 habitantes.
Em 2006, foi estimada uma população de 3097, um aumento de 512 (19.8%).

## Geografia
De acordo com o United States Census Bureau, a localidade tem uma área de 19,6 km², sem área coberta por água.

## Localidades na vizinhança
O diagrama seguinte representa as localidades num raio de 16 km ao redor de Little Flock.